# 羊膜

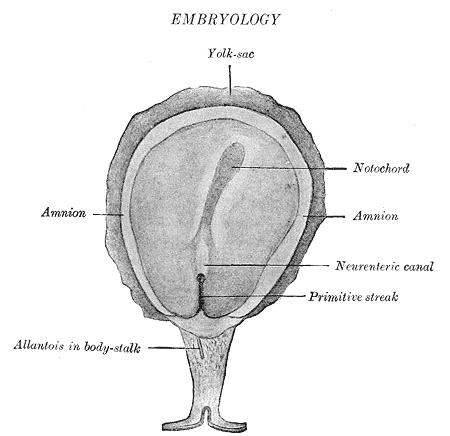

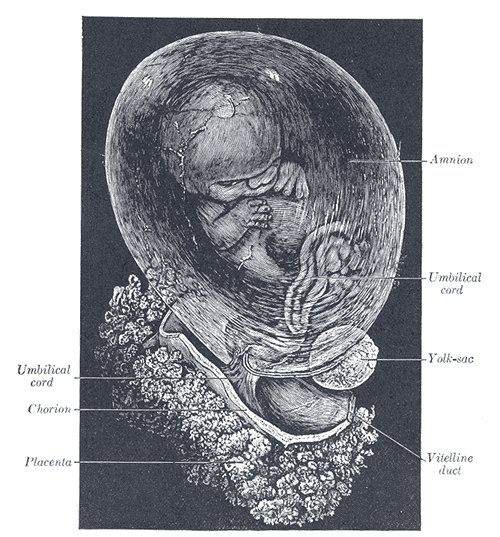
羊膜に包まれているヒト胎児

羊膜（ようまく、英: amnion）は、脊椎動物の爬虫類、鳥類、哺乳類の動物の発生の過程において形成される胎子と羊水を包む胚膜のひとつ。漿膜と共に胎児を包むが、直接に胎児を包むのがこちらである。外胚葉を起源とする。
羊膜の胎子側の空洞は羊膜腔と呼ばれ、羊水によって満たされている。羊水は胎子と羊膜との付着を防ぎ、胎子の運動を可能にしている。分娩時には破水を起こし、胎子の娩出を助ける。

## ヒト
羊膜は子宮と胎盤の最内層を覆う半透明の薄い膜（約100 - 150マイクロメートル）で、胎盤胎児側および臍帯（）の外周を包む。羊膜上皮組織とその下の基底膜、コラーゲンに富む無血管性の実質（間質）組織から構成される。
大網膜と共に生まれる子供を被膜児・幸帽児（ child born with the caul ）という。このケースは早産の場合に見られる。

## 医療への応用
羊膜は、物理的に非常に薄い上に透明性が高いにもかかわらず、柔軟かつ丈夫である。一方で、母体と胎児という異物の間に介在しているという性質から、生理的にも移植の際に拒絶反応が起こりにくく（MHC Class II 陰性、 MHC Class I 弱陽性）、抗炎症作用、創修復促進作用を持つとされている。
上記の特徴から、皮膚熱傷後の被覆や臍ヘルニアの修復、人工膣、腹部手術の際の癒着防止等で用いられるのみならず、近年再生医療においても角膜・食道・気管・血管・皮膚・鼓膜などの再生に羊膜が用いられている。特に難治性眼表面疾患における角膜移植では、移植の際の基質として用いられ現在の所良好な成績を上げている。